# 晏日啓
晏日啟（16世紀—17世紀），字惟功，號恭盟，江西臨江府新喻縣人，明朝政治人物。

## 生平
晏日啟天性孝友，遵守家訓，萬曆四十年（1612年）中舉人，次年（1613年）聯捷進士，授福建興化府推官，於鄉試取中莊際昌、洪承疇等人。陞鳳陽府知府，堅持不興建魏忠賢生祠，到天啟七年（1627年）再陞四川上川南道副使。
崇禎三年（1630年），晏日啟調任浙江嘉湖道右參政，當時湖州人民苦於夏稅，他得知弊端後力主織布改由官府負責解送，後人為此事奉他入名宦祠。十五年（1642年）李自成率兵包圍開封兩月，時任河南按察使的他守衛南門，敵軍幾乎賊衝破城牆，他就登城向各士兵誓師力拒，用弓箭射傷對方將領，再指揮突騎決一死戰，李自成失利後逃遁，論功晉為河南左布政使，明年因病辭官回鄉。兒子晏佐是府廩生，晏儀則是縣廩生。

## 家族
弟晏日曙，字惟寅，同科举人，歷官苏州同知、湖广衡永副使。

## 引用
1. 1 2  同治《新喻縣志·卷九·人物一》：晏日啟，字惟功，號恭盟，萬厯壬子舉人，癸丑進士。天性孝友，守庭訓甚篤，厯官九任皆有能聲，初授莆田司理，乙卯分闈得士，如會狀兩元莊際昌、內院洪承疇皆出其門其領。鳳陽璫燄正熾，時議建祀，日啟持不可，璫尋端臲卼，以資望最擢憲副觀察嘉湖；時湖州最苦夏稅，日啟廉得其弊，力主織官解之議，至今民尸祝之。壬午春李自成率眾圍汴梁，兩月不解甲，日啟以河南按察使守南門獨當，賊衝城幾壞，登陴誓眾力拒之，強弩傷其渠兇，復揮突騎決死戰，賊失利宵遁，汴城得全，論功晉河南左布政使，明年以疾歸。子佐，郡廩生；儀，邑廩生。
2. ↑  《明熹宗悊皇帝實錄·卷八十一》：（天啟七年二月辛酉）陞南京兵部武庫司郎中趙嗣芳為山東按察司副使廵海道，鳳陽府知府晏日啟為四川按察司副使上川南道，泉州府知府沈翹楚為廣西按察司副使驛傳道，南京禮部祠祭司員外郎虞大復為浙江按察司僉事溫處道。
3. ↑  史語所藏鈔本《崇禎長編·卷四十》：（崇禎三年十一月己卯）以原任副使晏日啟為浙江右參政，原任副使劉之柱為廣東副使。